# آخیا (استان رومی)
آخیا (یونانی: Ἀχαΐα)، یکی از استان‌های امپراتوری روم در منطقه یونان امروزی به مرکزیت کورینتوس که پس تصرف این منطقه توسط رومیان تشکیل شد.